# Oribacterium parvum
Oribacterium parvum es una especie de bacteria grampositiva del género Oribacterium. Fue descrita en el año 2014. Su etimología hace referencia a pequeño. Es grampositiva, aunque se puede teñir gramnegativa por la delgada pared, anaerobia estricta y móvil. Tiene un tamaño de 0,45 μm de ancho por 1,2 μm de largo. Forma colonias convexas, de color beige y no hemolíticas. Catalasa y oxidasa negativas. Sensible a  los antibióticos kanamicina, vancomicina, metronidazol, penicilina y rifampicina. Resistente a colistina. Se ha aislado de la placa subgingival.